# 列梅希夫卡 (亞戈京區)
50°18′45″N 32°4′36″E / 50.31250°N 32.07667°E
萊梅希夫卡（烏克蘭語：Лемешівка）是位於烏克蘭北部的村莊，由基辅州鲍里斯皮尔区的亞霍滕市鎮負責管轄。該村始建於1640年，面積3平方公里，海拔高度123米，2001年人口1,070，人口密度每平方公里356.7人。